# Serie B 1957/1958
Soutěžní ročník Serie B 1957/1958 byl 26. ročník druhé nejvyšší italské fotbalové ligy. Konal se od 15. září 1957 do 25. května 1958. 
Nejlepší střelec se stal italský hráč Pietro Biagioli (Marzotto Valdagno), který vstřelil 19 branek.

## Události
Přes určité potíže v úvodní fázi turnaje se Triestina ve své první sezóně v Serii B ve své historii dokázala dostat na vrchol a vyhrálo ligu i slavilo postup. Boj o 2. místo byl živější, což dalo právo na dvouzápasové play-off proti předposlednímu týmu Serie A. Bari porazilo Veronu a postoupilo do Serie A po osmy letech. Vzhledem k rozšíření ligy na 20 týmů, bylo rozhodnuto že žádný tým nesestoupil.

## Účastníci
| Klub              | Město                    | Stadion                    | Trenér | Minulá sezona                |
| ----------------- | ------------------------ | -------------------------- | --- | ---------------------------- |
| Bari              | Bari                     | Stadio della Vittoria      | Federico Allasio | 10. místo v Serii B          |
| Benátky           | Benátky                  | Stadio Pierluigi Penzo     | Carlo Alberto Quario                                                                                                   | 5. místo v Serii B           |
| Brescia           | Brescia                  | Stadium di viale Piave     | Osvaldo Fattori | 3. místo v Serii B           |
| Cagliari          | Cagliari                 | Stadio Amsicora            | Silvio Piola (1.–8. kolo) Mariolino Congiu (9. kolo) Piero Andreoli                                                    | 10. místo v Serii B          |
| Catania           | Catania                  | Stadio Cibali              | Gipo Poggi (1.–11. kolo) Riccardo Carapellese (12.–14. kolo) Nicolò Nicolosi (15.–16. kolo) Francesco Capocasale       | 4. místo v Serii B           |
| Como              | Como                     | Stadio Giuseppe Sinigaglia | Hugo Lamanna | 6. místo v Serii B           |
| Lecco             | Lecco                    | Stadio Rigamonti           | Camillo Achilli | 2. místo v Serii C (postup)  |
| Marzotto Valdagno | Valdagno                 | Stadio dei Fiori           | Imre Senkey | 9. místo v Serii B           |
| Messina           | Messina                  | Stadio Giovanni Celeste    | Ivo Fiorentini | 14. místo v Serii B          |
| Modena            | Modena                   | Stadio Alberto Braglia     | Manlio Bacigalupo (1.–11. kolo) Manlio Bacigalupo + Aldo Campatelli (12.–26. kolo) Cesare Campagnoli + Aldo Campatelli | 12. místo v Serii B          |
| Novara            | Novara                   | Stadio Comunale            | Evaristo Barrera (1.–12. kolo) Evaristo Barrera + Gino Cappello (13. kolo) Evaristo Barrera + Frank Pedersen           | 6. místo v Serii B           |
| Palermo           | Palermo                  | Stadio La Favorita         | Pietro Rava (1.–9. kolo) Attilio Kossovel (9.–15. kolo) Carlo Rigotti                                                  | 18. místo v Serii A (sestup) |
| Parma             | Parma                    | Stadio Ennio Tardini       | Čestmír Vycpálek | 12. místo v Serii B          |
| Prato             | Prato                    | Stadio Comunale            | Ferruccio Valcareggi                                                                                                   | 1. místo v Serii C (postup)  |
| Sambenedettese    | San Benedetto del Tronto | Stadio Fratelli Ballarin   | Ugo Amoretti | 14. místo v Serii B          |
| Simmenthal-Monza  | Monza                    | Stadio "Città di Monza"    | Bruno Arcari | 8. místo v Serii B           |
| Taranto           | Taranto                  | Stadio Valentino Mazzola   | Leonardo Costagliola (1. –19. kolo) Leonardo Costagliola + Michele Andreolo (20. –22. kolo) Michele Andreolo           | 16. místo v Serii B          |
| Triestina         | Terst                    | Stadio Comunale            | Aldo Olivieri | 17. místo v Serii A (sestup) |

## Tabulka
| Poř. | Tým               | Z  | V  | R  | P  | VG | OG | B  |
| ---- | ----------------- | -- | -- | -- | -- | -- | -- | -- |
| 1.   | Triestina         | 34 | 20 | 7  | 7  | 64 | 29 | 47 |
| 2.   | Bari              | 34 | 17 | 11 | 6  | 47 | 28 | 45 |
| 3.   | Benátky           | 34 | 16 | 9  | 9  | 42 | 30 | 41 |
| 4.   | Marzotto Valdagno | 34 | 16 | 7  | 11 | 50 | 40 | 39 |
| 5.   | Simmenthal-Monza  | 34 | 15 | 9  | 10 | 47 | 39 | 39 |
| 6.   | Palermo           | 34 | 12 | 13 | 9  | 36 | 35 | 37 |
| 7.   | Modena            | 34 | 11 | 14 | 9  | 50 | 46 | 36 |
| 8.   | Como              | 34 | 11 | 13 | 10 | 30 | 23 | 35 |
| 9.   | Brescia           | 34 | 14 | 7  | 13 | 46 | 36 | 35 |
| 10.  | Prato             | 34 | 12 | 10 | 12 | 34 | 40 | 34 |
| 11.  | Novara            | 34 | 9  | 12 | 13 | 42 | 39 | 30 |
| 12.  | Taranto           | 34 | 10 | 10 | 14 | 25 | 31 | 30 |
| 13.  | Catania           | 34 | 8  | 14 | 12 | 29 | 36 | 30 |
| 14.  | Lecco             | 34 | 8  | 13 | 13 | 28 | 44 | 29 |
| 15.  | Sambenedettese    | 34 | 8  | 12 | 14 | 25 | 44 | 28 |
| 16.  | Messina           | 34 | 8  | 11 | 15 | 23 | 41 | 27 |
| 17.  | Cagliari          | 34 | 8  | 10 | 16 | 31 | 44 | 26 |
| 18.  | Parma             | 34 | 5  | 14 | 15 | 25 | 49 | 24 |

Poznámky
- Z = Odehrané zápasy; V = Vítězství; R = Remízy; P = Prohry; VG = Vstřelené góly; OG = Obdržené góly; B = Body
- za výhru 2 body, za remízu 1 bod, za prohru 0 bodů.
- Bari odehrálo dva zápasy s prvoligovou Veronou play off.

|  | Postup do Serie A |

### Střelecká listina
| Pořadí | Jméno             | Klub              | Branky |
| ------ | ----------------- | ----------------- | ------ |
| 1.     | Pietro Biagioli   | Marzotto Valdagno | 19     |
| 2.     | Gianfranco Petris | Parma             | 18     |
| 3.     | Aurelio Milani    | Triestina         | 17     |
| 4.     | Achille Fraschini | Simmenthal Monza  | 13     |
| 5.     | Luigi Scarascia   | Modena            | 12     |
| 5.     | Santiago Vernazza | Palermo           | 12     |
| 7.     | Adriano Manzino   | Novara            | 11     |
| 8.     | Eugenio Rizzolini | Novara            | 10     |